# Besatz (Getreide)
Besatz nennt man unerwünschte Bestandteile einer Getreidepartie. Je nach Getreideart (Weizen, Gerste, Mais etc.) und Verwendungszweck (Saatgetreide, Brotgetreide, Futtergetreide) variieren Definition und zulässiger Anteil des Besatzes.
Besatz muss vor der Einlagerung bzw. Vermahlung entfernt werden, weil er:
1. gesundheitsschädlich oder sogar giftig ist (z. B. Mutterkorn, Unkrautsamen wie beispielsweise Osterluzei, Schierling)
2. den Mineralstoffgehalt erhöht (z. B. Erdklumpen, Unkrautsamen)
3. den Feuchtigkeitsgehalt erhöht (z. B. Unkrautsamen)
4. Farbveränderungen in Mehl und Gebäck bewirkt (z. B. Kornrade)
5. Maschinen oder Anlagen schädigt (z. B. Steine, Metallteile)
6. ekelerregend ist (z. B. tierischer Befall, Kot)
7. unnötig Lagerraum beansprucht

Der Gehalt an Besatz (in %) wird durch eine Besatzanalyse festgestellt. Man unterscheidet Kornbesatz, Schwarzbesatz (auch „Fremdbesatz“ genannt) und tierischen Befall.
Zum Kornbesatz zählen
- Schmachtkorn (auch „Kümmerkorn“ genannte, nicht voll ausgebildete Körner < 2 mm Dicke)
- Bruchkorn (beschädigtes Korn mit freiliegendem Mehlkern)
- Körner mit Auswuchs
- Fremdgetreide (Samen von anderen Getreidekulturen)
- Schädlingsfraß (Körner, die Fraßstellen von Nagern oder Einstichstellen von Insekten aufweisen)
- Körner mit Keimverfärbungen und
- durch Trocknung überhitzte Körner.

Als Schwarzbesatz gelten
- verdorbene Körner
- Unkrautsamen (giftig/ungiftig)
- Mutterkorn
- Brandbutten
- Verunreinigungen (Staub, Steine, Metallteile, Stroh) und Spelzen

Tierischer Befall
- Insekten
- Insektenteile